# 任焕
任焕，息县人，是一名清朝政治人物。监生出身。
任焕曾于雍正八年(1730年)接替尹士俍任邵武府知府一职，乾隆六年(1741年)由魏素接任。